# Yurina Koshino
Yurina Koshino (* 16. Mai 1988 als Koshino Yurina; jap. 越野 由梨奈) ist eine ehemalige japanische Tennisspielerin.

## Karriere
Koshino spielte vorrangig auf dem ITF Women’s Circuit, wo sie einen Titel im Einzel- und neun im Doppel gewann.

## Turniersiege

### Einzel
| Nr. | Datum          | Turnier | Kategorie   | Belag     | Finalgegnerin  | Ergebnis |
| --- | -------------- | ------- | ----------- | --------- | -------------- | -------- |
| 1.  | 27. April 2014 | Bangkok | ITF $10.000 | Hartplatz | Ashling Sumner | 6:2, 7:5 |

### Doppel
| Nr. | Datum              | Turnier   | Kategorie   | Belag     | Partnerin        | Finalgegnerinnen               | Ergebnis          |
| --- | ------------------ | --------- | ----------- | --------- | ---------------- | ------------------------------ | ----------------- |
| 1.  | 8. März 2008       | Hamilton  | ITF $10.000 | Hartplatz | Maki Arai        | Alison Bai Emelyn Starr        | 7:63, 7:62        |
| 2.  | 25. Oktober 2008   | Hamamatsu | ITF $25.000 | Teppich   | Kanae Hisami     | Junri Namigata Akiko Yonemura  | 7:5, 6:4          |
| 3.  | 24. April 2010     | Mie       | ITF $10.000 | Teppich   | Miki Miyamura    | Miyabi Inoue Aiko Yoshitomi    | 6:4, 7:67         |
| 4.  | 23. Juli 2011      | Viserba   | ITF $10.000 | Sand      | Kaori Onishi     | Yuka Higuchi Hirono Watanabe   | 6:2, 3:6, [10:6]  |
| 5.  | 14. Juli 2012      | Pattaya   | ITF $10.000 | Hartplatz | Yumi Miyazaki    | Kamonwan Buayam Deng Meng-Ning | 6:4, 6:3          |
| 6.  | 21. Juli 2012      | Istanbul  | ITF $10.000 | Hartplatz | Mari Tanaka      | Akari Inoue Kaori Onishi       | 7:5, 6:72, [10:8] |
| 7.  | 22. September 2012 | Antalya   | ITF $10.000 | Hartplatz | Kanami Nishimura | Ting-fei Juan Olena Kyrpot     | 7:5, 6:2          |
| 8.  | 14. September 2013 | Toowoomba | ITF $15.000 | Hartplatz | Tomoko Dokei     | Karis Ryan Zuzana Zlochová     | 6:2, 5:7, [10:7]  |
| 9.  | 26. April 2014     | Bangkok   | ITF $10.000 | Hartplatz | Chihiro Nunome   | Ayaka Okuno Ashling Sumner     | 6:4, 6:2          |